# Gypsophila montana
Gypsophila montana är en nejlikväxtart. Gypsophila montana ingår i släktet slöjor, och familjen nejlikväxter. Utöver nominatformen finns också underarten G. m. somalensis.